# Howard Deutch
Howard Deutch (*14. září 1950, New York) je americký filmový a televizní režisér, který spolupracoval s filmařem Johnem Hughesem. Režíroval dva z nejznámějších scénářů Hughese, Pretty in Pink a Some Kind Wonderful. Od roku 2011 režíruje hlavně televizní produkce, včetně několika epizod Getting On a True Blood.

## Životopis
Howard Deutsch se narodil v New Yorku. Jeho rodiče jsou Pamela (rozená Volkowitz) a Murray Deutsch, hudební producent a vydavatel. Jeho strýc je herec Robert Walden (bratr matky). Deutsch byl vychován v židovské rodině. Howard Deutsch vystudoval vysokou školu George W. Hewletta, poté studoval na Ohijské státní univerzitě. Začínal svou kariéru v reklamním oddělení společnosti United Artists Records, ve které byl jeho otec prezidentem. Deutsch natočil hudební videa pro umělce jako Billy Idol (Flesh for Fantasy) a Billy Joel (Keeping the Faith)]. Celovečerní debut režiséra Deutsch byl film Pretty in Pink (Dívka v růžovém), kterou napsal a produkoval John Hughes. Jeho další dvě režijní práce byly také vytvořeny za účasti Johna Hughese ( Some Kind Of Wonderful a The Great Outdoors).

## Osobní život
V roce 1989 se oženil s herečkou Leou Thompson. Mají spolu dvě dcery Madelyn Deutch a Zoey Deutch, které se obě dvě věnují herectví.

## Ceny
- V roce 2002 získal ocenění CableACE za jeho režii epizody seriálu HBO Tales From the Crypt s názvem Dead Right.
- V roce 2003 byl nominován na cenu DGA za režijní úspěch v životopisném filmu JACKIE GLEASON. [3]

## Filmografie
| Rok       | Název                             | Druh díla   | Poznámka                    |
| --------- | --------------------------------- | ----------- | --------------------------- |
| 1986      | Pretty in Pink                    |             |                             |
| 1987      | Some Kind of Wonderful            |             |                             |
| 1988      | The Great Outdoors                |             |                             |
| 1989-1990 | Tales from the Crypt              | (TV seriál) |                             |
| 1992      | Article 99                        |             |                             |
| 1992      | Melrose Place                     | (TV seriál) |                             |
| 1994      | Getting Even with Dad             |             |                             |
| 1995      | Caroline in the City              | (TV seriál) |                             |
| 1995      | Grumpier Old Men                  |             |                             |
| 1996-1998 | Caroline in the City              | (TV seriál) |                             |
| 1998      | The Odd Couple II                 |             |                             |
| 2000      | The Replacements                  |             |                             |
| 2002      | Watching Ellie                    | (TV seriál) |                             |
| 2002      | Gleason                           | (TV film)   |                             |
| 2004      | The Whole Ten Yards               |             |                             |
| 2008      | My Best Friend's Girl             |             |                             |
| 2011      | Life Unexpected                   | (TV seriál) |                             |
| 2011      | Big Love                          | (TV seriál) |                             |
| 2011      | Hung                              | (TV seriál) |                             |
| 2012      | Ringer                            | (TV seriál) |                             |
| 2012-2013 | Warehouse 13                      | (TV seriál) |                             |
| 2012      | Emily Owens M.D.                  | (TV seriál) |                             |
| 2013      | CSI: NY                           | (TV seriál) |                             |
| 2013      | American Horror Story: Coven      | (TV seriál) |                             |
| 2013      | Getting On                        | (TV seriál) |                             |
| 2013-2014 | True Blood                        | (TV seriál) |                             |
| 2014      | American Horror Story: Freak Show | (TV seriál) |                             |
| 2015      | Jane the Virgin                   | (TV seriál) | Episode: "Chapter Fourteen" |
| 2015      | The Lizzie Borden Chronicles      | (TV seriál) | Episode: "Cold Storage"     |
| 2017      | Claws                             | (TV seriál) |                             |
| 2017      | Young Sheldon                     | (TV seriál) |                             |